# Jean d'Orléans-Longueville
Jean d'Orléans-Longueville (Parthenay, 1484 – Tarascona, 24 settembre 1533) è stato un cardinale e arcivescovo cattolico francese.

## Biografia
Terzo figlio di Francesco d'Orléans, conte di Dunois e duca di Longueville, e di Agnese di Savoia. Gli altri fratelli erano Francesco II, duca di Longueville, e Louis I d'Orléans-Longueville, duca di Longueville. Era parente dei re Luigi XI e Luigi XII di Francia.
Il duca di Orléans, il futuro re Luigi XII di Francia, si prese cura della sua educazione. Avviato fin dalla più tenera età alla carriera ecclesiastica, fu prima chierico di Chartres e poi abate commendatario di Bec.
Il 29 novembre 1503 fu eletto arcivescovo di Tolosa; fino a che non raggiunse l'età canonica di 27 anni, fu solo amministratore dell'arcidiocesi ed occupò la sede fino alla sua morte.
Il 26 aprile 1517, domenica del Buon Pastore, fu consacrato nella chiesa di Santa Genoveffa di Parigi, dal cardinale Philippe de Luxembourg, vescovo di Arras, assistito da Étienne Poncher, vescovo di Parigi e da Jean Le Veneur, vescovo di Lisieux. Il 14 agosto 1517 gli fu dato il pallio.
Abate commendatario del monastero benedettino di Saint-Marie de Boccolini, arcidiocesi di Rouen. Il 26 giugno 1521 fu nominato vescovo di Orléans ed occupò la sede fino alla sua morte.
Fu creato cardinale presbitero nel concistoro del 3 marzo 1533 e ricevette la berretta cardinalizia con il titolo dei Santi Silvestro e Martino ai Monti.
Il 24 settembre 1533 il cardinale morì a Tarascona, mentre era in viaggio verso Marsiglia per incontrare papa Clemente VII, che si apprestava a celebrare la cerimonia matrimoniale della nipote Caterina de' Medici con Enrico, duca d'Orléans, futuro re Enrico II di Francia. Il suo cuore fu posto nella Sainte-Chapelle del castello di Châteaudun.

## Genealogia episcopale
La genealogia episcopale è:
- Cardinale Philippe de Luxembourg
- Cardinale Jean d'Orléans-Longueville

## Ascendenza
|                                      |                           |                           | Genitori                            |  |  | Nonni |  |  | Bisnonni                     |  |  | Trisnonni              |  |
|                                      |                           |                           |                                     |  |  |       |  |  | 8. Luigi I di Valois-Orléans |  |  | 16. Carlo V di Francia |  |
|                                      |                           |                           |                                     |  |  |       |  |  | 8. Luigi I di Valois-Orléans |  |  | 16. Carlo V di Francia |  |
|                                      |                           | 17. Giovanna di Borbone   |                                     |  |  |       |  |  | 8. Luigi I di Valois-Orléans |  |  |                        |  |
| 4. Giovanni d'Orléans                |                           |                           |                                     |  |  |       |  |  | 8. Luigi I di Valois-Orléans |  |  |                        |  |
|                                      |                           | 9. Marietta d'Enghien     | 18. Giacomo d'Enghien               |  |  |       |  |  |                              |  |  |                        |  |
|                                      |                           | 9. Marietta d'Enghien     | 18. Giacomo d'Enghien               |  |  |       |  |  |                              |  |  |                        |  |
|                                      |                           | 9. Marietta d'Enghien     | 19. Maria di Roucy                  |  |  |       |  |  |                              |  |  |                        |  |
| 2. Francesco I d'Orléans-Longueville |                           | 9. Marietta d'Enghien     |                                     |  |  |       |  |  |                              |  |  |                        |  |
|                                      |                           | 10. Giacomo II d'Harcourt | 20. Giacomo I d'Harcourt            |  |  |       |  |  |                              |  |  |                        |  |
|                                      |                           | 10. Giacomo II d'Harcourt | 20. Giacomo I d'Harcourt            |  |  |       |  |  |                              |  |  |                        |  |
|                                      |                           | 10. Giacomo II d'Harcourt | 21. Giovanna d'Enghien              |  |  |       |  |  |                              |  |  |                        |  |
| 5. Maria d'Harcourt                  |                           | 10. Giacomo II d'Harcourt |                                     |  |  |       |  |  |                              |  |  |                        |  |
|                                      |                           | 11. Margherita di Melun   | 22. Guglielmo IV di Melun           |  |  |       |  |  |                              |  |  |                        |  |
|                                      |                           | 11. Margherita di Melun   | 22. Guglielmo IV di Melun           |  |  |       |  |  |                              |  |  |                        |  |
|                                      |                           | 11. Margherita di Melun   | 23. Giovanna di Parthenay           |  |  |       |  |  |                              |  |  |                        |  |
| 1. Jean d'Orléans-Longueville        |                           | 11. Margherita di Melun   |                                     |  |  |       |  |  |                              |  |  |                        |  |
|                                      | 12. Amedeo VIII di Savoia | 24. Amedeo VII di Savoia  |                                     |  |  |       |  |  |                              |  |  |                        |  |
|                                      | 12. Amedeo VIII di Savoia | 24. Amedeo VII di Savoia  |                                     |  |  |       |  |  |                              |  |  |                        |  |
|                                      | 12. Amedeo VIII di Savoia | 25. Bona di Berry         |                                     |  |  |       |  |  |                              |  |  |                        |  |
| 6. Ludovico di Savoia                | 12. Amedeo VIII di Savoia |                           |                                     |  |  |       |  |  |                              |  |  |                        |  |
|                                      |                           | 13. Maria di Borgogna     | 26. Filippo II di Borgogna          |  |  |       |  |  |                              |  |  |                        |  |
|                                      |                           | 13. Maria di Borgogna     | 26. Filippo II di Borgogna          |  |  |       |  |  |                              |  |  |                        |  |
|                                      |                           | 13. Maria di Borgogna     | 27. Margherita III di Fiandra       |  |  |       |  |  |                              |  |  |                        |  |
| 3. Agnese di Savoia                  |                           | 13. Maria di Borgogna     |                                     |  |  |       |  |  |                              |  |  |                        |  |
|                                      |                           | 14. Giano di Cipro        | 28. Giacomo I di Cipro              |  |  |       |  |  |                              |  |  |                        |  |
|                                      |                           | 14. Giano di Cipro        | 28. Giacomo I di Cipro              |  |  |       |  |  |                              |  |  |                        |  |
|                                      |                           | 14. Giano di Cipro        | 29. Elvisa di Brunswick-Grubenhagen |  |  |       |  |  |                              |  |  |                        |  |
| 7. Anna di Cipro                     |                           | 14. Giano di Cipro        |                                     |  |  |       |  |  |                              |  |  |                        |  |
|                                      |                           | 15. Carlotta di Borbone   | 30. Giovanni I di Borbone-La Marche |  |  |       |  |  |                              |  |  |                        |  |
|                                      |                           | 15. Carlotta di Borbone   | 30. Giovanni I di Borbone-La Marche |  |  |       |  |  |                              |  |  |                        |  |
|                                      |                           | 15. Carlotta di Borbone   | 31. Caterina di Vendôme             |  |  |       |  |  |                              |  |  |                        |  |
|                                      |                           | 15. Carlotta di Borbone   |                                     |  |  |       |  |  |                              |  |  |                        |  |